# Frederick Christian
Frederick William Christian (* 14. Juni 1867 in London; † 3. April 1934 in Wellington, Neuseeland) war ein britischer Cricketspieler.

## Erfolge
Frederick Christian nahm als Mitglied der Devon & Somerset County Wanderers (D&SCW) an einer Club-Tour nach Frankreich im Rahmen der Weltausstellung 1900 in Paris teil. Dort spielte er mit der Mannschaft unter anderem gegen ein Team, das hauptsächlich aus Exil-Briten bestand, die durch die Union des sociétés françaises de sports athlétiques ausgewählt wurden. Der D&SCW wurde dabei als England bezeichnet, der Gegner als Frankreich. Dieses wurde im Jahr 1912 nachträglich als Bestandteil der Olympischen Spiele 1900 klassifiziert. Mit 158 Runs setzte sich sein Team, zu dem außer Christian noch Arthur Birkett, Charles Beachcroft, Alfred Bowerman, George Buckley, Francis Burchell, Harry Corner, Frederick Cuming, William Donne, Alfred Powlesland, John Symes und Montagu Toller gehörten, gegen seine Kontrahenten durch und wurde damit in der Folge als Olympiasieger bezeichnet. Christian selbst gelangen im ersten Innings sieben Wickets. Sein Heimatverein war der Castle Cary Cricket Club.
Christian besuchte das Eton College und das Balliol College in Oxford. Nach seinem Abschluss widmete er sein Leben der Erforschung Polynesiens und veröffentlichte zahlreiche Bücher über seine Erfahrungen und die Sprachen in der Region. Er wanderte schließlich nach Neuseeland aus und arbeitete zum Zeitpunkt seines Todes als Stadtbibliothekar in Christchurch.